# Le Châtiment de Tartufe
 Le Châtiment de Tartufe est un poème d'Arthur Rimbaud écrit en 1870.
Le manuscrit autographe, non daté, est conservé à la British Library. Il a fait partie des poèmes remis à Paul Demeny et donc de ce qui est appelé le Cahier de Douai. 
Il n'existe pas d'autre manuscrit de ce poème.
 Le Châtiment de Tartufe a été publié pour la première fois dans Reliquaire, poésies, L. Genonceaux, 1891.

## Poème
Tisonnant, tisonnant son cœur amoureux sous

Sa chaste robe noire, heureux, la main gantée,

Un jour qu’il s’en allait, effroyablement doux,

Jaune, bavant la foi de sa bouche édentée,

Un jour qu’il s’en allait, « Oremus », — un Méchant

Le prit rudement par son oreille benoite

Et lui jeta des mots affreux, en arrachant

Sa chaste robe noire autour de sa peau moite !

Châtiment !… Ses habits étaient déboutonnés,

Et le long chapelet des péchés pardonnés

S’égrenant dans son cœur, Saint Tartufe était pâle !…

Donc, il se confessait, priait, avec un râle !

L’homme se contenta d’emporter ses rabats…

— Peuh ! Tartufe était nu du haut jusques en bas !
— Arthur Rimbaud, Le Châtiment de Tartufe, 1870

## Inspiration
Le Châtiment de Tartufe s'inspire probablement de la comédie de Molière Le Tartuffe ou l'Imposteur où on y suit Tartuffe un dévot qui n'est en réalité qu'un hypocrite profitant de son bienfaiteur ; les deux œuvres critiquant la fausse foi qu'arborent certains religieux. La référence est d'autant plus grande que le personnage principal de ce poème porte le même nom que celui de la comédie de Molière à l'exception que dans le poème de Rimbaud Tartufe ne contient qu'un seul "f" et non deux.